# Campsicnemus mirabilis
Campsicnemus mirabilis foi uma espécie de mosca da família Dolichopodidae.
Foi endémica dos Estados Unidos da América.